# Егеон
Егеон или Сатурн LIII (временно обозначение: S/2008 S 1) е естествен спътник на Сатурн. Има изключително удължена форма, чиято повърхност се смята за гладка като друга луна на Сатурн – Метония. Орбита му е между Янус и Мимас в пръстена G на Сатурн.

## Откриване и наименуване
Изображения на Егеон са направени от сателита Касини на 15 август 2008 г., a откритието му е обявено на 3 март 2009 г. от Каролин Порко от екипа Касини Имаджинг Саиънс, използвайки временното обозначение S/2008 S 1.
Егеон е кръстен на един от Хекатонхейрите на 5 май 2009 г.

## Орбита
Егеон обикаля в рамките на ярката част на пръстена G и вероятно е основен източник на пръстена. Отломките, избити от Егеон, образуват ярка дъга близо до вътрешния ръб, която от своя страна се разпространява, за да образува останалата част от пръстена. Егеон обикаля в резонанс на ексцентрицитет на коронация 7:6 с Мимас, което причинява приблизително 4-годишно колебание от около 4 км по голямата му полуос и съответно колебание от няколко градуса по средната му дължина. Той прави пълна обиколка около Сатурн на средно разстояние от 167 500 км за 0,80812 дни при наклон 0,001° спрямо екватора на Сатурн, с ексцентричност 0,0002.

## Физически характеристики
Егеон е най-малкият известен спътник на Сатурн извън пръстените на газовия гигант, има изключително удължена форма с размери 1,4 км х 0,5 км х 0,4 км по размер. Измерванията на неговата маса показват, че Егеон има много ниска плътност, вероятно поради силно пореста и ледена вътрешна структура на луната. Егеон има най-ниското албедо, под 0,15 от всяка сатурнова луна навътре от Титан. Това може да се дължи или на по-тъмен метеоритен материал, съставляващ праха в пръстена G, или на това, че Егеон е бил разрушен, премахвайки богатата му на лед повърхност и оставяйки скалистото вътрешно ядро зад себе си.

## Проучване
Сателитът Касини е извършил четири прелитания около Егеон на разстояние по-малко от 20 000 км, но само един се е случил от откриването му през 2008 г. Най-близката от тези срещи преди откриването се състои на 5 септември 2005 г. на разстояние 8 517 км. Прилитане на 27 януари 2010 г. на разстояние 13 306 км позволява на Касини да получи изображения с най-висока разделителна способност на Егеон. На 19 декември 2015 г. Касини не успявя да заснеме никакви изображения от планирано близко прелитане.